# Marek Rączka (generał)
Marek Rączka (ur. 1963) – polski strażak, nadbrygadier Państwowej Straży Pożarnej.

## Życiorys
Od 1984 związany jest z Państwową Strażą Pożarną. Był między innymi zastępcą komendanta wojewódzkiego oraz komendantem miejskim Państwowej Straży Pożarnej w Bielsku-Białej. W 2007 został powołany na zastępcę śląskiego komendanta wojewódzkiego Państwowej Straży Pożarnej zaś w 2008 na stanowisko komendanta wojewódzkiego PSP w Katowicach. 4 maja 2011 odebrał akt mianowania na stopień nadbrygadiera z rąk prezydenta RP Bronisława Komorowskiego.

## Odznaczenia i wyróżnienia
- Złoty Krzyż Zasługi[3]
- Brązowy Krzyż Zasługi (1997)[4]
- Srebrny Medal za Zasługi dla Policji (2013)[5]
- Brązowy Medal „Za Zasługi dla Obronności Kraju”[3]
- Brązowym Medalem „Za Zasługi dla Pożarnictwa”[3]